# Mechanic Falls
Mechanic Falls ist eine Town im Androscoggin County des Bundesstaates Maine in den Vereinigten Staaten. Im Jahr 2020 lebten dort 3107 Einwohner in 1213 Haushalten auf einer Fläche von 91,1 km².

## Geographie
Nach dem United States Census Bureau hat Mechanic Falls eine Gesamtfläche von 28,00 km², von der 28,48 km² Land sind und 0,42 km² aus Gewässern bestehen.

### Geographische Lage
Mechanic Falls liegt im Westen des Androscoggin Countys. Der Little Androscoggin River durchfließt die Town zentral in östliche Richtung und mündet bei Auburn in den Androscoggin River. Auf dem Gebiet der Town befinden sich keine größeren Seen. Das Gebiet der Town ist eben, die höchsten Erhebungen in Mechanic Falls ist der 193 m hohe Pigeon Hill.

### Nachbargemeinden
Alle Entfernungen sind als Luftlinien zwischen den offiziellen Koordinaten der Orte aus der Volkszählung 2010 angegeben.
- Nordwesten: Oxford, 7,8 km
- Nordosten: Minot, 7,7 km
- Süden: Poland, 2,5 km

### Stadtgliederung
In Mechanic Falls gibt es mehrere Siedlungsgebiete: Five Corners, Mechanic Falls (ehemals Bog Falls, Groggy Harbor und Jericho).

### Klima
Die mittlere Durchschnittstemperatur in Mechanic Falls liegt zwischen −7,8 °C (18° Fahrenheit) im Januar und 20,6 °C (69° Fahrenheit) im Juli. Damit ist der Ort gegenüber dem langjährigen Mittel der USA um etwa 10 Grad kühler. Die Schneefälle zwischen Oktober und Mai liegen mit über fünfeinhalb Metern knapp doppelt so hoch wie die mittlere Schneehöhe in den USA, die tägliche Sonnenscheindauer liegt am unteren Rand des Wertespektrums der USA. Die tägliche Sonnenscheindauer liegt am unteren Rand des Wertespektrums der USA.

## Geschichte
Die Geschichte von Mechanic Falls ist eng mit der Geschichte Polands und Minots verbunden. Der ursprüngliche Grant für die Bakerstown Plantation wurde im Jahr 1765 vom Massachusetts General Court am Captain Thomas Baker und andere Soldaten für ihren Dienst in der Schlacht von Québec im Jahr 1690 gegeben. Bakerstown Plantation wurde selbständig als Poland, aus diesem Gebiet wurde Minot im Jahr 1802 als selbständige town gegründet. Die Grenze zwischen diesen towns stellte der Little Androscoggin River dar. Er trennte auch die Ansiedlungen von Mechanic Falls. Der Moinot Teil wurde zuerst durch Dean Andrews im Jahr 1836 besiedelt. Ihm folgten Peter Thayer, Amos Chapman, Eli Washburne und andere. Die Gegend entwickelte sich recht schnell, da der Ackerboden fruchtbar war und die Flüsse gute Handelsbeziehungen möglich machten. Die Besiedlung des Teils von Poland begann im Jahr 1830 durch Mr. Jordan, die den Holzreichtum dieser Gegend für seinen Holzhandel nutzte. Ihm folgten Isiah Perkins und andere. Der Little Androscoggin führt durch die Stadt und teilt sie in zwei Hälften, dies war von Anfang an ein großer Vorteil und Stimulator für das Wachstum. Da auch der Betrieb von Wassermühlen an dieser Stelle sehr effektiv war. Mechanic Falls wurde am 22. März 1893 als eigenständige town gegründet.

### Industrielle Entwicklung
In den späten 1840er Jahren machte es eine Bahnlinie, die St. Lawrence and Atlantic Railroad möglich, mit den Städten Portland und Montreal Wirtschaft und Handel zu betreiben.
Im Jahr 1850 wurde die erste Papierfabrik gegründet. Andere Industriezweige produzierten Konserven, Backsteine, Süßwaren, Mais, Wagen und Werkzeuge. Im Jahr 1872 begann John Witham Penney in Mechanic Falls mit der Herstellung von Dampfmaschinen, Maschinen und Gießereiartikeln. 14 Jahre später schlossen seine beiden Söhne, A.R. und S.R. Penney, mit John Witham Penney zusammen und gründeten die Einrichtung JW Penney und Söhne, die zu einer der größten Maschinenfabriken in Maine wurde.
Im Jahr 1981 schloss Marcal Papier die letzte Papierfabrik der Stadt.

### Einwohnerentwicklung
| Volkszählungsergebnisse – Town of Mechanic Falls, Maine | Volkszählungsergebnisse – Town of Mechanic Falls, Maine | Volkszählungsergebnisse – Town of Mechanic Falls, Maine | Volkszählungsergebnisse – Town of Mechanic Falls, Maine | Volkszählungsergebnisse – Town of Mechanic Falls, Maine | Volkszählungsergebnisse – Town of Mechanic Falls, Maine | Volkszählungsergebnisse – Town of Mechanic Falls, Maine | Volkszählungsergebnisse – Town of Mechanic Falls, Maine | Volkszählungsergebnisse – Town of Mechanic Falls, Maine | Volkszählungsergebnisse – Town of Mechanic Falls, Maine | Volkszählungsergebnisse – Town of Mechanic Falls, Maine |
| Jahr                                                    | 1900                                                    | 1910                                                    | 1920                                                    | 1930                                                    | 1940                                                    | 1950                                                    | 1960                                                    | 1970                                                    | 1980                                                    | 1990                                                    |
| ------------------------------------------------------- | ------------------------------------------------------- | ------------------------------------------------------- | ------------------------------------------------------- | ------------------------------------------------------- | ------------------------------------------------------- | ------------------------------------------------------- | ------------------------------------------------------- | ------------------------------------------------------- | ------------------------------------------------------- | ------------------------------------------------------- |
| Einwohner                                               | 1687                                                    | 1678                                                    | 1614                                                    | 2033                                                    | 1999                                                    | 2061                                                    | 2195                                                    | 2193                                                    | 2616                                                    | 2919                                                    |
| Jahr                                                    | 2000                                                    | 2010                                                    | 2020                                                    | 2030                                                    | 2040                                                    | 2050                                                    | 2060                                                    | 2070                                                    | 2080                                                    | 2090                                                    |
| Einwohner                                               | 3138                                                    | 3031                                                    | 3107                                                    |                                                         |                                                         |                                                         |                                                         |                                                         |                                                         |                                                         |

## Kultur und Sehenswürdigkeiten

### Bauwerke
In Mechanic Falls wurden drei Gebäude unter Denkmalschutz gestellt und ins National Register of Historic Places aufgenommen:
- Elms, aufgenommen 1985, Register-Nr. 85000610
- Samuel Penney House, aufgenommen 2002, Register-Nr. 02000346
- George Seaverns House, aufgenommen 1985, Register-Nr. 85002180

## Wirtschaft und Infrastruktur

### Verkehr
In der Hauptsiedlung Mechanic Falls treffen mehrere Vermont State Routes aufeinander. Die aus Süden kommende Maine State Route 11 verläuft als Maine State Route 124 nordwärts. Sie kreuzt die in Ostwestrichtung verlaufende Maine State Route 121. Der westliche Teil der Town wird in Nordsüdrichtung von der Maine State Route 26 durchquert.

### Öffentliche Einrichtungen
In Mechanic Falls befindet sich das Main Street Mechanic Falls Nursery.

### Bildung
Gemeinsam mit Minot und Poland gehört Mechanic Falls zur Regional School Unit #16. In Mechanic Falls befindet sich die Elm Street School mit Klassen von Pre-Kindergarten bis zum sechsten Schuljahr. In Minot die Minot Consolidated School, in Poland stehen den Schulkindern die Poland Community School, die Bruce M. Whittier Middle School und die Poland Regional High School zur Verfügung.
Die Mechanic Falls Public Library steht den Bewohnern der Town zur Verfügung.

## Persönlichkeiten

### Söhne und Töchter der Stadt
- David Dunn (1811–1894), US-amerikanischer Politiker und der 18. Gouverneur von Maine